# آنا کونیو
 آنا کونیو (انگلیسی: Ana Konjuh؛ زادهٔ ۲۷ دسامبر ۱۹۹۷) یک تنیس‌باز اهل کرواسی است.